# Villars-le-Sec
Villars-le-Sec è un comune francese di 155 abitanti situato nel dipartimento del Territorio di Belfort nella regione Borgogna-Franca Contea.

## Società

### Evoluzione demografica
Abitanti censiti